# Гимн Дании
«Der er et yndigt land» («Эта прекрасная земля») — национальный гимн Дании.
Обычно используется краткая версия гимна: первая строфа и три последних строчки третьей строфы, затем повтор последних строк этих строф.
Текст создан Адамом Эленшлегером в 1819 году в рамках конкурса на написание национального гимна. За основу взят геральдический девиз «Ille terrarum mihi praeter omnes angulus ridet» (с лат. — «Эта земля благоволит мне более чем любая другая»). В первоначальном варианте гимна было двенадцать строф, но более поздние версии содержали только первую, третью, пятую и двенадцатую строфы.
Музыка была сочинена Х. Е. Кройером в 1835 году.
Кроме национального гимна Дании существует королевский гимн «Kong Christian stod ved højen mast», который исполняется в случае присутствия членов королевской семьи.

## Текст гимна

### Оригинал
| Der er et yndigt land Det står med brede bøge Nær salten østerstrand Det bugter sig i bakkedal Det hedder gamle Danmark Og det er Frejas sal Vort gamle Danmark skal bestå Så længe bøgen spejler Sin top i bølgen blå |
| --- |

### Дословный перевод
| Есть прекрасная земля, Что вольно простирается буками Вдоль солёного восточного побережья, Переходя в холмистую местность. Её зовут старая Дания. Да, это и есть обитель Фрейи, Да, это и есть обитель Фрейи Наша старая Дания, существуй, Пока буки отражаются Своими вершинами в синих волнах, Своими вершинами в синих волнах. |
| --- |

## Музыка гимна
- Королевский гимн. Музыка (без слов)
- Национальный гимн. Музыка (без слов)
- Национальный гимн. MIDI файл